# Лабенц
Лабенц (нем. Labenz) — община в Германии, в земле Шлезвиг-Гольштейн. 
Входит в состав района Герцогство Лауэнбург. Подчиняется управлению Зандеснебен.  Население составляет 852 человека (на 31 декабря 2010 года). Занимает площадь 5,75 км².